# Cantonul Le Raincy
Cantonul Le Raincy este un canton din arondismentul Le Raincy, departamentul Seine-Saint-Denis, regiunea Île-de-France, Franța.

## Comune
| Comune           | Populație (1999) | Cod poștal | Cod INSEE |
| ---------------- | ---------------- | ---------- | --------- |
| Clichy-sous-Bois | 30.720           | 93390      | 93014     |
| Le Raincy        | 13.993           | 93340      | 93062     |